# Mark St. John Project
Mark St. John Project är Mark St. Johns första album som soloartist, släppt i mitten av 1999.
Skivan innehåller endast fem låtar varav en är från The Keep Demo.

## Låtlista
1. AWOL - (St John)
2. Between The Lines - (St John/Criss)
3. Love For sale - (St John/Criss)
4. No, Im Not Afraid - (Naro/Criss)
5. Banghead - (St John)